# Good Girl Gone Bad
Good Girl Gone Bad је трећи студијски албум барбадошке певачице Ријане. Објављен је 31. маја 2007. године у посредству издавачких кућа Def Jam Recordings и SRP Records. Ријана је на албуму радила у сарадњи са разним продуцентима, међу којима су се издвојили Кристофер Трики Стјуарт, Теријус Неш, Нео да Матрикс, Тимбаланд, Карл Стеркен, Еван Роџерс и Старгејт. Инспирација за Good Girl Gone Bad био је четврти студијски албум Бренди Норвуд — Afrodisiac (2004); док су песме на албуму углавном поп, денс-поп и РнБ са утицајем музике 1980-их. Албум је описан као прекретница у Ријаниној каријери, и за разлику од њених претходних албума, Music of the Sun (2005) и A Girl like Me (2006), Good Girl Gone Bad није садржао звукове карипске музике. Поред промењеног звука, Ријана се у овом издању представила и новим имиџом, тиме што је променила своју појаву из невине младе жене у оштрију жену зрелијег изгледа.
Критичари су генерално позитивно оценили албум, хвалећи његов састав и Ријанин нови музички правац, док су други пак критиковали текстове и недоследност албума. Good Girl Gone Bad је номинован за седам категорија награде Греми освојивши једну — „за најбољу реп/вокалну сарадњу” са песмом Umbrella на додели 2008. године. Албум је доспео на друго место америчке рекордне листе Billboard 200 са продајом од приближно 162.000 примерака у првој недељи објављивања. Шест пута је сертификован платинастом наградом од стране Америчког удружења дискографских кућа (RIAA), и до сада је у САД-у продато више од 2,8 милиона примерака. Албум је достигао на прво место рекордних листа у Канади, Швајцарској и Уједињеном Краљевству. Према подацима IFPI-а, Good Girl Gone Bad је продат у преко 3,6 милиона примерака широм света и тиме је постао 12. најпродаванији албум 2007. широм света.
Good Girl Gone Bad садржи пет синглова, међу којима су и међународни хитови Umbrella и Don't Stop the Music; амерички часопис Rolling Stone је првопоменуту ставио на 412. место листе 500 најбољих песама свих времена. Како би промовисала албум, Ријана је кренула на своју прву светску концертну турнеју и трећу укупно — „Good Girl Gone Bad Tour”. Албум је поново издат у јуну 2008. године под називом Good Girl Gone Bad: Reloaded, овог пута укључујући три нове песме, од којих су се две нашле на првом месту америчке рекордне листе Billboard Hot 100 — Take a Bow и Disturbia. Good Girl Gone Bad је праћен Ријаниним првим ремикс албумом — Good Girl Gone Bad: The Remixes, објављеним у јануару 2009. године, са ремиксевима Мота Бланка, Тонија Морана, као и групи Soul Seekerz и Wideboys.

## Списак песама
| №               | Назив                              | Трајање |  |
| 1.              | Umbrella (са Jay-Z-ем)             | 4:35    |  |
| 2.              | Push Up on Me                      | 3:15    |  |
| 3.              | Don't Stop the Music               | 4:27    |  |
| 4.              | Breakin' Dishes                    | 3:20    |  |
| 5.              | Shut Up and Drive                  | 3:33    |  |
| 6.              | Hate That I Love You (са Ne-Yo-ем) | 3:39    |  |
| 7.              | Say It                             | 4:10    |  |
| 8.              | Sell Me Candy                      | 2:45    |  |
| 9.              | Lemme Get That                     | 3:41    |  |
| 10.             | Rehab                              | 4:54    |  |
| 11.             | Question Existing                  | 4:08    |  |
| 12.             | Good Girl Gone Bad                 | 3:35    |  |
| Укупно трајање: | Укупно трајање:                    | 46:02   |  |